# Arie Bastiaan van Brakel
Arie Bastiaan van Brakel (Zuid-Beijerland, 14 februari 1910 - Nijverdal, 5 juli 1990) was een Nederlandse verzetsstrijder tijdens de Tweede Wereldoorlog.

## Levensloop
Arie Bastiaan van Brakel ging als 17-jarige in opleiding bij de politie. De eerste tien jaar van zijn loopbaan was hij in dienst van de gemeente Nijverdal-Hellendoorn. Hij werd in 1937 aangesteld als gemeente-veldwachter in de gemeente Hellendoorn. Na mei 1945 maakte Van Brakel verder carrière bij de politie in zijn woonplaats. In februari 1970 nam hij afscheid van zijn korps als hoofdinspecteur.

## Verzet
Al in 1940 begon Arie van Brakel met sabotage van Duitse besluiten en maatregelen. In 1941 hield hij in zijn woning 1200 pistoolpatronen achter, die ingeleverd hadden moeten worden bij de bezetters. Het was zijn bedoeling die tegen de vijand te doen gebruiken. In 1942 begon hij met hulp aan onderduikers. Sommigen van hen waren uit een trein gesprongen waarmee ze naar Duitsland werden vervoerd.
Omstreeks mei 1943 kwam Van Brakel in contact met Johannes ter Horst, de leider van de Twentse KP uit Enschede. Bij de KP-Twente stond hij bekend als "Arie uit Hellendoorn". Bij het oprichten van de KP waren wel vuurwapens aanwezig, maar de verzetsmensen hadden geen munitie. De achtergehouden pistoolpatronen werden daarom aan Johannes gegeven. Arie van Brakel gaf gelegenheid aan de KP van Johannes om in zijn woning te vergaderen. Verder schreef hij valse politierapporten om daarmee langs wettelijke weg persoonsbewijzen voor illegale werkers aan te schaffen. Ondertussen ging Arie door met hulp aan (veelal Joodse) onderduikers (plaatsing en verzorging). Vaak kregen ze eerst in zijn woning onderdak, naast de ondergedoken personen die door de SD werden gezocht. In totaal heeft Arie 14 piloten uit de handen van de Duitsers weten te houden.

## Contactman
Een belangrijke betekenis van Arie van Brakel is zijn werk als verbindingsman tussen Johannes [ter Horst] en andere KP'ers en het Hoofdkwartier der KP, in villa Lidwina te Zenderen. Ook fungeerde hij als contactman tussen Johannes ter Horst en Albert Ferdinand Lancker van de Raad van Verzet (RvV). Verder deed hij vele malen dienst als verbindingsman tussen Johannes ter Horst en Liepke Scheepstra, de leider van het verzet in oostelijk Nederland. Dr. Coen Hilbrink schrijft in zijn dissertatie "De illegalen" p.172-173 over de poging van Arie van Brakel om het hoofdkwartier van de KP-Twente in Zenderen van de ondergang te redden.

## Verzetsherdenkingskruis
Arie van Brakel was drager van het Verzetsherdenkingskruis. Hij weigerde deze aanvankelijk, omdat hij vond dat zijn vrouw Adri van Brakel-Haspels
deze ook verdiende. Zijn bezwaar werd gehonoreerd: een dag nadat Arie van Brakel de onderscheiding uitgereikt kreeg tijdens een officiële plechtigheid
op het gemeentehuis, kreeg zijn vrouw de onderscheiding toegestuurd. Ook zij was namelijk actief in het verzet. Adri was vriendin van de koerierster Minie ter Horst (Hermina Schreurs), de weduwe van Johannes ter Horst.